# مارکو شوارتز
مارکو شوارتز (انگلیسی: Marco Schwarz؛ زادهٔ ۱۶ اوت ۱۹۹۵) اسکی‌باز آلپاین اهل اتریش است.